# Condado de Finney
O Condado de Finney é um dos 105 condados do estado americano de Kansas. A sede do condado é Garden City, e sua maior cidade é Garden City. O condado possui uma área de 3 374 km² (dos quais 2 km² estão cobertos por água), uma população de 40 523 habitantes, e uma densidade populacional de 12 hab/km² (segundo o censo nacional de 2000). O condado foi fundado em 22 de fevereiro de 1883.